# MPM-10
MPM-10（MontréalPneumatic Material 2010）は、Azurとも呼ばれ、カナダのモントリオール地下鉄で使用されている第3世代かつ最新世代のゴムタイヤ車両である。これらは2014年以来、ボンバルディアトランスポーテーションとアルストムのコンソーシアムによって製造されている。2016年2月7日にオレンジライン/ライン2で最初のMPM-10列車が就航し、2018年に第1世代のMR-63フリート全体を置き換えた。

## 歴史
2006年5月、ケベック州政府はMR-08として指定された336台のMR-63フリートを置き換える12億ドルの契約の交渉を発表しました。アルストムは、入札プロセスなしで直接契約を（ボンバルディアに）落札することに、その落胆を表明した。 STMとボンバルディアとの間の交渉は2007年まで継続されていました。交渉は、プロジェクトのコスト管理、契約条件、列車の仕様、および保証に重点が置かれていました。交渉が失敗した場合、ケベック州政府とSTMは入札プロセスに戻っていたでしょう。
2008年1月10日、ケベック州上級裁判所のJoel Silcoff裁判官は、ケベック州政府の運輸省に対するアルストムの訴訟の提起に関する決定を下しました。後者は、ボンバルディアが最終的な契約を履行できる唯一の国内候補者であることを理由に、入札プロセスを迂回しようとした。シルコフはアルストムを支持し、会社が契約に入札できるようにしました。
2008年2月6日、ケベック州政府は入札プロセスを開始することを決定しました。これは時間の節約に役立ち、最初の列車の配達を9〜12か月遅らせます。 2009年12月、CSRのZhuzhou Electric Locomotiveは、競合他社よりも安い価格を挙げてMR-08契約に入札することに関心を示し、技術の進歩を理由に、特定のゴムタイヤ車両ではなく、完全に鋼鉄製の車両を提案しました。それは鋼鉄車輪に利点を与えました。 CSR株洲機関車はまた、ケベック州に工場を建設することを提案し、最大1,000人の雇用を創出し、カナダの60％のコンテンツ要件を満たしました。[6]スペインの会社CAFもこのプロジェクトに関心を示し、ゴムタイヤの列車を建設した経験を挙げています。しかし、その後STMは両方の提案を拒否しました。
2010年10月、ケベック州政府は正式にボンバルディアアルストムコンソーシアム（12億カナダドル相当）に契約を締結しました。ボンバルディアは、新車が2014年2月までに収益サービスを開始し、2018年まで配送が続くと予想していました。[8] [9] 2013年5月、STMは最初のテストトレインを受信するためのトンネルの準備を完了しました。この作業には、約200mのトンネルでコンクリートを粉砕する作業が含まれ、レーザー測定により、新しい列車のサスペンションが柔らかくなり、削り取りが発生する可能性があることが示されました。最初のプロトタイプトレインは2013年後半に発表され、2014年4月に納入されました。プロトタイプのテストでは、電力不足など、モントリオールのインフラストラクチャにいくつかの非互換性があることが判明しました。2015年1月、ボンバルディアは自動列車制御ソフトウェアの完成が遅れたため、6か月間生産を停止しました。[12] 2015年1月、生産ソフトウェアのインストールと資金調達の問題により、新しいAzursの数は一時的に停止しました。 2015年4月の時点で、STMに納品されたのは4つの完全に機能するMPM-10トレインのみでしたが、生産が中止される前に販売された468台のうち28台が組み立てられました。 Bombardierは、遅延のために新しい列車の自動運転制御を担当した下請業者の1人を非難しました。 2015年末までに問題は解決され、列車は2018年の締め切り日までに完了する予定で軌道に乗ったままでした。[13]
6か月の激しいテストの後、最初の新車は2016年2月7日の午前10時にアンリ・ボラッサ駅からコート・ヴェルトゥに向けて出発しました。[14]
2017年1月14日、STMは、シューとシューマウントに異常な横方向の力が加わったために、負のコレクターシューに異常な損傷を発見した後、すべての列車セットを循環から外しました。列車は、2017年1月28日から復活しました。[15]
2017年8月14日、最初のアズールがテストのためにグリーンラインに配備されました。このテストフェーズは、「この路線での列車の動作を分析し、顧客が列車に搭乗したときの負荷を分析する」ことを目的としています。[16]
2017年10月の時点で、グリーンラインには2つのアズール列車が運行しており、将来的に追加の列車が追加される予定です。[17]
2018年2月、モントリオールガザットのウェブサイトでは、18台の無料の追加車両または2両の新しい列車セットの配達が確認され、当初の契約から列車の総数は54になりました。[18]
2018年5月までに、43セットのアズールが納品され、MR-63艦隊全体を効果的に置き換えました。
2018年5月28日、STMは、ケベック州政府がMPM-10基本注文の増額のために153を追加するための資金を割り当てたと発表しました。この追加注文により、MR-73フリートの一部が置き換えられ、そしてそのシリーズの信頼性の低い車。 [19]

## 仕様書
54台の9両セットで配置された486の新車は、乗客が占有できる全車幅のオープンギャングウェイを備えているため、以前の列車よりも列車の収容能力が高くなっています。 MPM-10トレインには、エアサスペンションシステム、大きな窓とドア、車椅子スペースが装備されていますが、地下鉄駅の大部分はまだ車椅子対応ではありません。
785/5000
実用的。 キャビンでは、列車はより自然な照明、高解像度テレビ、新しいPAシステム、監視カメラも備えています。[21] MPM-10は、米国で組み立てられたAlstom Optonix IGBT-VVVF牽引システムを使用しています。 換気の改善も特徴です。 ただし、モントリオールの前世代の車両と同様に、車にはエアコンが付いていません。 代わりに、調節可能な乗員力換気システムが装備されており、外気をすばやく列車に送り込んで涼しい環境を作り出します。 ただし、MPM-10列車は以前のMR-63列車と同じ最大速度を維持し、現在のMR-73列車は72.4 km / h（45.0 mph）を維持しています。 MPM-10の容量が大きいため、列車は238トン（車あたり26.4トン）で、MR-63の出力よりも重いです。[22] [23] [24]